# New British
A  Charles Willetts Jnr Ltd. (székhelye Cradley Heath, Overend Road) egy emelőeszköz-gyártó cég volt, amely 1921 és 1923 között épített egy New British nevű autót.
Az új autót az 1921-es Londoni Autószalonon mutatták be. Az olcsóbb léghűtéses változat 205 fontba, a drágább vízhűtéses változat pedig 215 fontba került. Magát az autót egy 998 köbcentis Blackburne V-ikermotor hajtotta, súrlódó erőátvitellel és lánchajtással a differenciálmű nélküli hátsó tengely felé. A kétüléses modell karosszériája csak kék színben volt megrendelhető. Megközelítőleg 100 autót készítettek, mielőtt a gyártás abbamaradt.

## Fordítás
Ez a szócikk részben vagy egészben  a   New British című angol Wikipédia-szócikk ezen változatának fordításán alapul.  Az eredeti cikk szerkesztőit annak laptörténete sorolja fel. Ez a jelzés csupán a megfogalmazás eredetét és a szerzői jogokat jelzi, nem szolgál a cikkben szereplő információk forrásmegjelöléseként.